# Courtney Taylor
Courtney Taylor (Carrollton, 7 aprile 1984) è un ex giocatore di football americano statunitense che ha militato nel ruolo di wide receiver nella National Football League e nella Canadian Football League (CFL).

## Carriera

### Seattle Seahawks
Al college Taylor giocò a football ad Auburn. Fu selezionato dai Seattle Seahawks nel corso del sesto giro (197º assoluto) del Draft NFL 2007. IL 10 luglio 2007 firmò un contratto quadriennale. Debuttò nella NFL il 16 settembre ricevendo un passaggio da 6 yard. La stagione successiva fu nominato ricevitore titolare ma perse il posto nella settimana 4. Fu svincolato l'8 ottobre 2008 e rifermò con la squadra di allenamento. Fu svincolato definitivamente il 5 settembre 2009 prima dell'inizio della stagione regolare.

### BC Lions
Il 12 ottobre 2011 Taylor firmò con la squadra di allenamento dei BC Lions. Nel suo primo anno nella CFL fece registrare 264 yard ricevute e 2 touchdown. IL 24 maggio 2013 firmò un nuovo contratto. Concluse la carriera dopo la stagione 2016

## Vita privata
Prima della stagione 2008, a Taylor fu diagnosticata la sclerosi multipla.